# مود كرايغ سامبسون ويليامز
مود إي. كريغ سامبسون ويليامز (فبراير، 1880- 13 مارس، 1958) كانت ناشطة أمريكية داعمة لحق النساء في الاقتراع، ومعلمة، وقائدة في مجال الحقوق المدنية وناشطة مجتمعية في إل باسو، تكساس. شكلت في يونيو، 1918، رابطة حق الانتخاب المتكافئ والحق المدني للنساء الزنوج في إل باسو وطلبت العضوية من الجمعية الوطنية الأمريكية للمطالبة بحق المرأة في الاقتراع (ناوسا) عبر رابطة حق النساء الأمريكيات المتكافئ في الاقتراع (تيسا)، لكنها قوبلت بالرفض. نظمت ويليامز النساء الأمريكيات من أصل أفريقي للتسجيل والتصويت في الانتخابات التمهيدية للحزب الديمقراطي في تكساس في يوليو عام 1918. كانت واحدة من مؤسسي فرع إل باسو للجمعية الوطنية للنهوض بالملونين (ناكب)، الذي كان أول فرع في ولاية تكساس، وكانت أيضًا عضوة أساسية فيه. شغلت ويليام منصب نائب مدير فرع إل باسو منذ عام 1917 حتى عام 1924، وبقيت نشيطة في الجمعية الوطنية للنهوض بالملونين حتى وفاتها. لعبت ويليامز دورًا بارزًا في إلغاء التمييز العنصري في كلية تكساس الغربية في عام 1955، التي كانت أول كلية جامعية في تكساس يطبق فيها إلغاء الفصل العنصري.

## بداية حياتها وتعليمها
ولدت مود إي. كريغ في عام 1880 في تكساس ونشأت في الحي التاريخي الأفريقي الأمريكي في وسط شرق أوستن. والدها هو جورج دبليو. كريغ، بقّال من أوستن، ولد في عام 1855 في لويزيانا. والدتها هي ماين كريغ، التي ولدت في عام 1860 في تينيسي. كانت ويليامز الابنة الأكبر بين خمسة أطفال.
تخرجت ويليامز من الكلية العادية والصناعية في ولاية برياري فيو في عام 1900 (جامعة برياري فيو إيه أند إم حاليًا). لخصت ويليامز «المرأة الزنجية الحديثة» في أوائل القرن العشرين من عدة نواحٍ، وهي صورة أكدت فيها على جدارتها بالاحترام وعلى مزايا الإنجازات المهنية في التعليم والعمل.

## سيرتها المهنية
انتقلت ويليامز في عام 1904 إلى إل باسو لتعلم في مدرسة دوغلاس، التي كانت المدرسة الوحيدة المتوفرة للطلاب الأمريكيين من أصل أفريقي حتى تم تطبيق إلغاء الفصل العنصري في مدارس المدينة العامة في عام 1956. كانت ويليامز واحدة من مؤسسي منظمة الآباء في مدرسة دوغلاس. عادت ويليامز بين عامي 1906-1907 إلى أوستن وعلمت في مدرسة غريغوري تاون في شارع إيست الحادي عشر. في عام 1906، كانت واحدة من مؤسسي نادي دوغلاس للكتاب. كان العديد من أعضائه مثل ويليامز، معلمين أمريكيين من أصل أفريقي في أوستن.
عادت ويليامز إلى إل باسو وتزوجت إدوارد دي. سامبسون بتاريخ 8 يونيو، 1907. كان إدوارد سامبسون حلاقًا محترفًا ولاحقًا سائق شاحنة في مدينة إل باسو.